# Liste der Monuments historiques in Trélivan
Die Liste der Monuments historiques in Trélivan führt die Monuments historiques in der französischen Gemeinde Trélivan auf.

## Liste der Bauwerke
| Bezeichnung         | Beschreibung | Standort | Kennzeichnung | Schutzstatus | Datum | Bild |
| ------------------- | ------------ | -------- | ------------- | ------------ | ----- | ---- |
| Schloss Vaucouleurs |              | (Lage)   | PA00089724    | Inscrit      | 1926  |      |

## Liste der Objekte

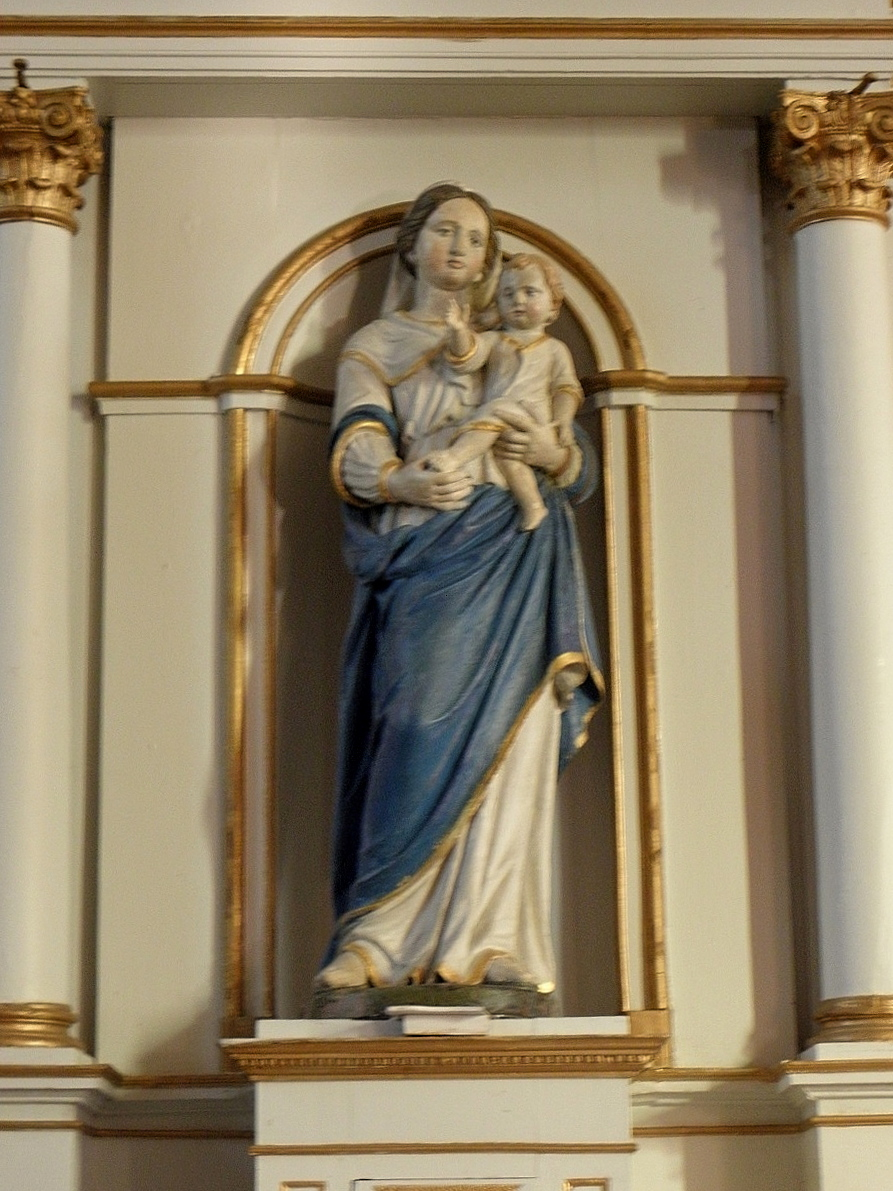
Skulptur Madonna mit Kind (18. Jahrhundert) in der Kirche St-Magloire

- Monuments historiques (Objekte) in Trélivan in der Base Palissy des französischen Kultusministeriums